# منطقه نمونه گردشگری سپیدان
منطقه ویژه گردشگری سپیدان در محدوده  شهرستان سپیدان در استان فارس  واقع شده است.